# Dasyophthalma rusina
Dasyophthalma rusina är en fjärilsart som beskrevs av Pierre André Latreille och Jean Baptiste Godart 1824. Dasyophthalma rusina ingår i släktet Dasyophthalma och familjen praktfjärilar. Inga underarter finns listade i Catalogue of Life.

## Bildgalleri

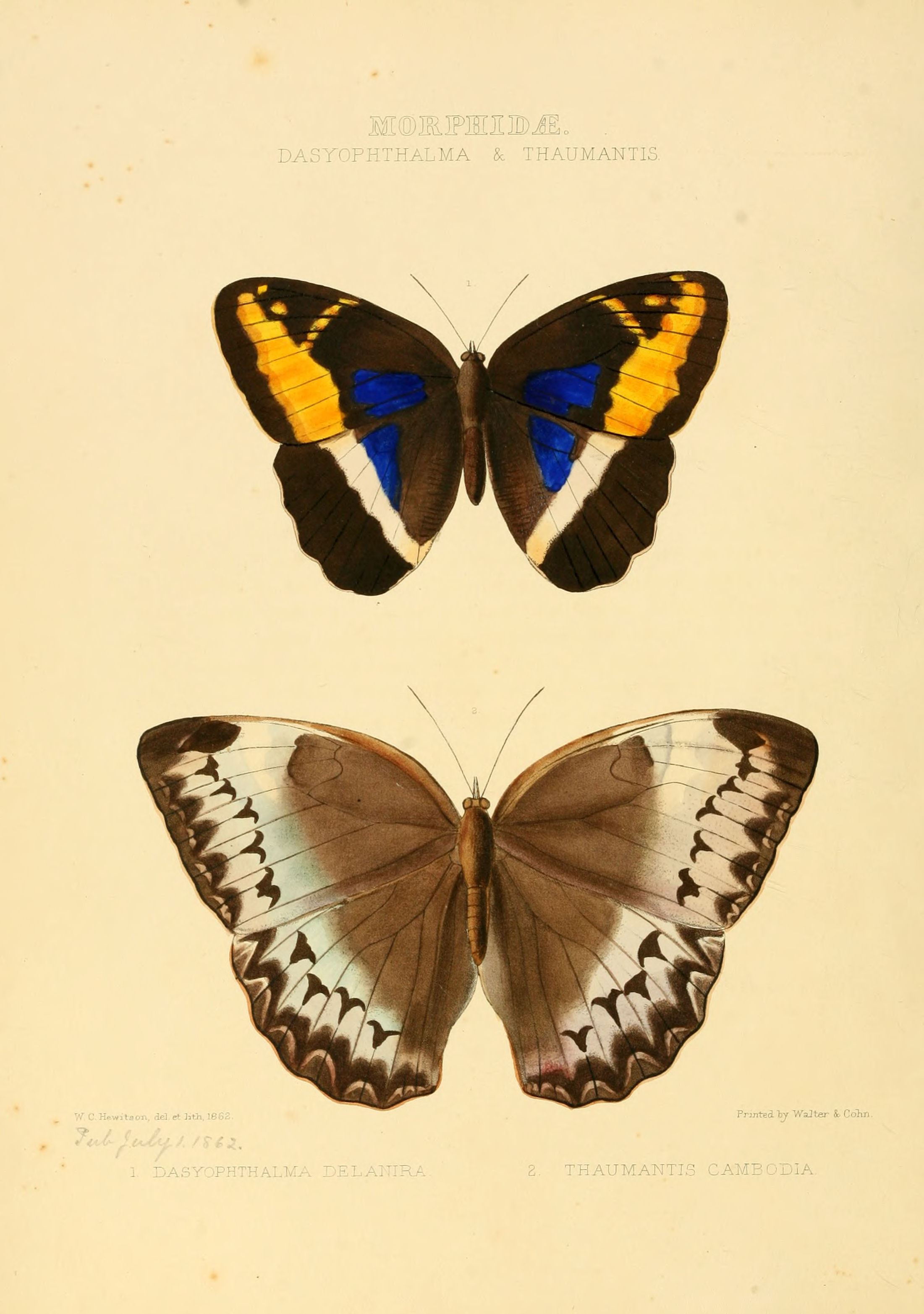